# 春田野
春田野（はるたの）は、愛知県名古屋市港区の地名。現行行政地名は春田野一丁目から春田野三丁目。住居表示未実施。

## 地理
名古屋市港区の北西部に位置し、東に八百島と七反野、西に西福田、南に大西、北に西蟹田と接する。

## 歴史

### 町名の由来
字名に由来する。「春」は「墾（は）る」であり、新たに拓いた土地の意であるという。
南陽神社の北側には江戸時代初期に周辺の新田開発や治水事業を行なった鬼頭景義および直系子孫が居住した屋敷があった（長屋門のみ現存）。

### 沿革
- 1989年（平成元年）11月26日 - 港区南陽町大字福田の一部により、同区春田野一丁目・春田野二丁目・春田野三丁目がそれぞれ成立する[2]。

## 世帯数と人口
2019年（平成31年）3月1日現在の世帯数と人口は以下の通りである。
| 丁目         | 世帯数    | 人口    |
| ------------ | --------- | ------- |
| 春田野一丁目 | 583世帯   | 1,359人 |
| 春田野二丁目 | 568世帯   | 1,317人 |
| 春田野三丁目 | 290世帯   | 653人   |
| 計           | 1,441世帯 | 3,329人 |

### 人口の変遷
国勢調査による人口の推移
| 1995年（平成7年）  | 2,319人 | [ WEB 7 ]  |  |
| 2000年（平成12年） | 2,895人 | [ WEB 8 ]  |  |
| 2005年（平成17年） | 3,040人 | [ WEB 9 ]  |  |
| 2010年（平成22年） | 3,163人 | [ WEB 10 ] |  |
| 2015年（平成27年） | 3,352人 | [ WEB 11 ] |  |

## 学区
市立小・中学校に通う場合、学校等は以下の通りとなる。また、公立高等学校に通う場合の学区は以下の通りとなる。
| 丁目         | 番・番地等 | 小学校               | 中学校               | 高等学校 |
| ------------ | ---------- | -------------------- | -------------------- | -------- |
| 春田野一丁目 | 全域       | 名古屋市立福春小学校 | 名古屋市立南陽中学校 | 尾張学区 |
| 春田野二丁目 | 全域       | 名古屋市立福春小学校 | 名古屋市立南陽中学校 | 尾張学区 |
| 春田野三丁目 | 全域       | 名古屋市立福春小学校 | 名古屋市立南陽中学校 | 尾張学区 |

## 交通
- 国道302号（名古屋環状2号線）
- 愛知県道106号鳥ヶ地名古屋線
- 愛知県道227号港中川線

## 施設
- 戸田川緑地

### 春田野一丁目
- 名古屋市農業文化園[1]
- 名古屋市立福春小学校
- 名古屋市立南陽中学校[1]
- イオン南陽店
- 春田野北公園

1989年（平成元年）4月1日供用開始。
- 春田野中央公園

1991年（平成3年）4月1日供用開始。

### 春田野二丁目
- 港消防署南陽出張所[1]
- 春田野東公園

1990年（平成2年）4月1日供用開始。

### 春田野三丁目

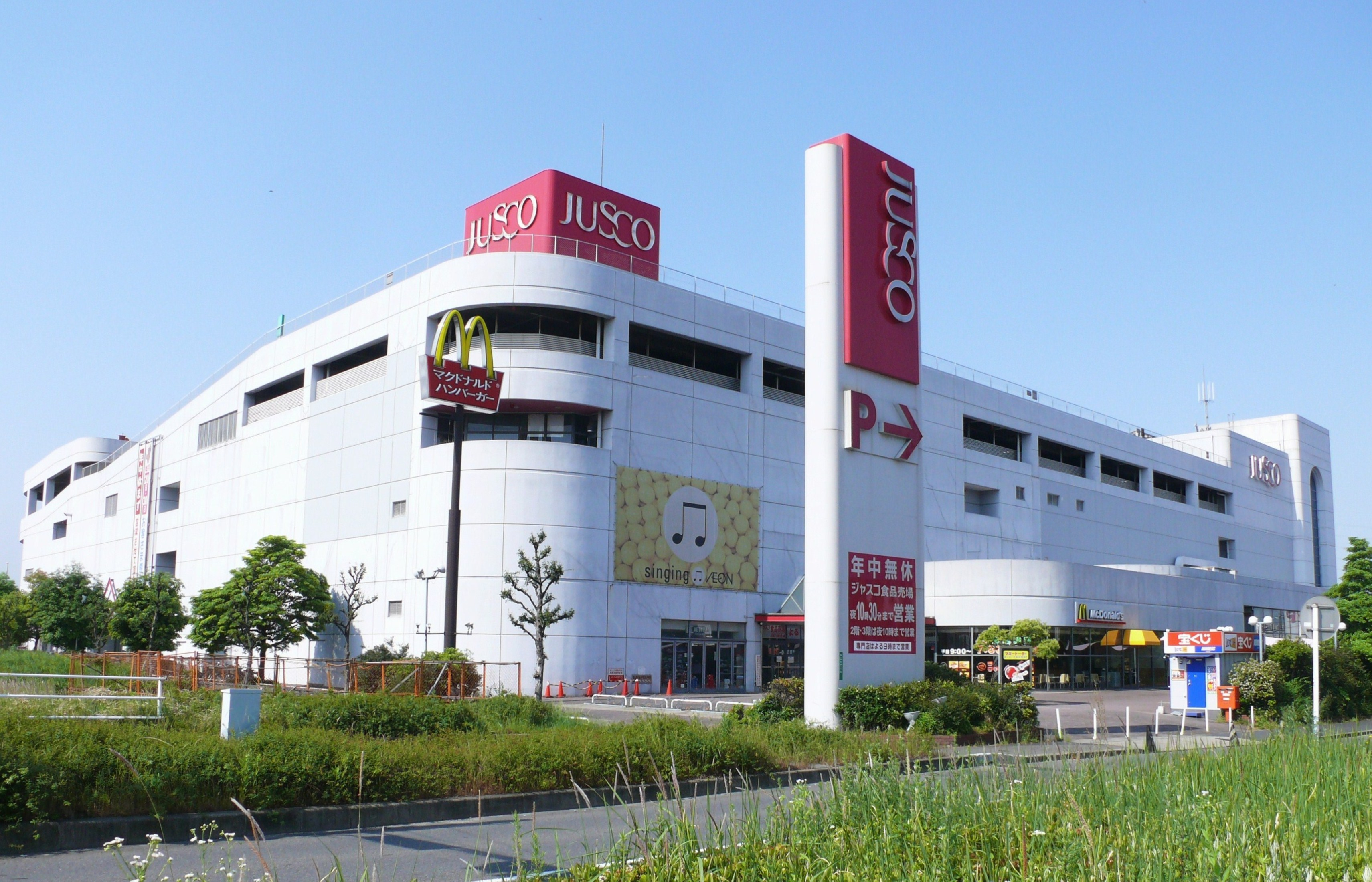
イオン南陽店

- 港区役所南陽支所[1]
- 名古屋福田郵便局
- 南陽神社[1]
- 神明社[1]
- 春田野南公園

1990年（平成2年）4月1日供用開始。
- 七春公園

1992年（平成4年）4月1日供用開始。
- イオン南陽店

## その他

### 日本郵便
- 郵便番号 : 455-0873[WEB 3]（集配局：名古屋港郵便局[WEB 15]）。

### WEB
1. ↑  “愛知県名古屋市港区の町丁・字一覧”.   人口統計ラボ. 2019年4月14日閲覧。
2. 1 2  “町・丁目(大字)別、年齢(10歳階級)別公簿人口(全市・区別)”.   名古屋市 (2019年3月20日). 2019年3月21日閲覧。
3. 1 2  “郵便番号”.  日本郵便. 2019年3月17日閲覧。
4. ↑  “市外局番の一覧”.   総務省. 2019年1月6日閲覧。
5. ↑  “港区の町名一覧”.   名古屋市 (2015年10月21日). 2020年11月15日閲覧。
6. ↑  “鬼頭景義・勘兵衛宅跡”. 港区:南陽のふるさとめぐり.   名古屋市. 2022年3月21日閲覧。
7. ↑  総務省統計局 (2014年3月28日). “平成7年国勢調査の調査結果(e-Stat) - 男女別人口及び世帯数 －町丁・字等”. 2019年3月23日閲覧。
8. ↑  総務省統計局 (2014年5月30日). “平成12年国勢調査の調査結果(e-Stat) - 男女別人口及び世帯数 －町丁・字等”. 2019年3月23日閲覧。
9. ↑  総務省統計局 (2014年6月27日). “平成17年国勢調査の調査結果(e-Stat) - 男女別人口及び世帯数 －町丁・字等”. 2019年3月23日閲覧。
10. ↑  総務省統計局 (2012年1月20日). “平成22年国勢調査の調査結果(e-Stat) - 男女別人口及び世帯数 －町丁・字等”. 2019年3月23日閲覧。
11. ↑  総務省統計局 (2017年1月27日). “平成27年国勢調査の調査結果(e-Stat) - 男女別人口及び世帯数 －町丁・字等”. 2019年3月23日閲覧。
12. ↑  “市立小・中学校の通学区域一覧”.   名古屋市 (2018年11月10日). 2019年1月14日閲覧。
13. ↑  “平成29年度以降の愛知県公立高等学校（全日制課程）入学者選抜における通学区域並びに群及びグループ分け案について”.   愛知県教育委員会 (2015年2月16日). 2019年1月14日閲覧。
14. 1 2 3 4 5  “都市公園の名称、位置及び区域並びに供用開始の期日” (2019年5月1日). 2019年11月3日閲覧。
15. ↑  “郵便番号簿 2018年度版” (PDF).   日本郵便. 2019年4月14日閲覧。

### 書籍
1. 1 2 3 4 5 6 7 8  名古屋市計画局 1992, p. 537.
2. ↑  名古屋市計画局 1992, p. 844.